# Ripley (West Virginia)
Ripley is een plaats (city) in de Amerikaanse staat West Virginia, en valt bestuurlijk gezien onder Jackson County.

## Demografie
Bij de volkstelling in 2000 werd het aantal inwoners vastgesteld op 3263.
In 2006 is het aantal inwoners door het United States Census Bureau geschat op 3271, een stijging van 8 (0,2%).

## Geografie
Volgens het United States Census Bureau beslaat de plaats een oppervlakte van
8,0 km², geheel bestaande uit land. Ripley ligt op ongeveer 187 m boven zeeniveau.

## Plaatsen in de nabije omgeving
De onderstaande figuur toont nabijgelegen plaatsen in een straal van 32 km rond Ripley.